# Klein Wanzer
Klein Wanzer ist ein Wohnplatz im Ortsteil Wanzer der Gemeinde Aland der Verbandsgemeinde Seehausen (Altmark) im Landkreis Stendal in Sachsen-Anhalt.

## Geografie
Das altmärkische Dorf Klein Wanzer, ein Sackgassendorf, liegt direkt am Aland einen Kilometer nordwestlich von Wanzer, elf Kilometer nordwestlich von Krüden im Biosphärenreservat Mittelelbe. Der Ort ist, abgesehen von einer auf der benachbarten Gemarkung Aulosen liegenden Wüstung des Dorfes Stresow, die nördlichste Siedlung von Sachsen-Anhalt.
Die Nachbarorte sind Mittelhorst und Jagel im Norden, Cumlosen, Wentdorf und Müggendorf im Nordosten, Wahrenberg, Ziegelei, Wanzer und Kahlenberge im Südosten, Deutsch im Süden, Aulosen und Bömenzien im Südwesten, Nienwalde im Westen, sowie Kapern, Stresow, Gummern, Schnackenburg und Lütkenwisch im Nordwesten.
Am linksseitigen Deich des Aland und knapp 600 Meter westnordwestlich der Siedlung befindet sich das Quellgebiet der Seege, die hier noch Schaugraben heißt.

## Geschichte
Klein Wanzer ist eine hufeisenförmige wendische Gründung, die 1319 als Wendeschen Wantzewer erwähnt wurde, als Markgraf Woldemar dem Kloster Amelungsborn Besitzungen zu Aulosen und die dazugehörigen Orte vereignet. Weitere Nennungen sind 1541 Lütken Wanzer, 1687 Lütken Wantzer und 1804 Klein Wanzer.

### Eingemeindungen
Am 1. April 1936 wurde die Gemeinde Klein Wanzer aus dem Landkreis Osterburg in die Gemeinde Groß Wanzer eingegliedert und Groß Wanzer in „Wanzer“ umbenannt.
Bis Ende 2009 war Klein Wanzer ein Ortsteil der bis dahin selbständigen Gemeinde Wanzer. Am 1. Januar 2010 wurde der Ort ein Teil der zum gleichen Datum neu gebildeten Gemeinde Aland und besteht seitdem als Wohnplatz des Ortsteiles Wanzer fort.

### Einwohnerentwicklung
| Jahr | Einwohner |
| ---- | --------- |
| 1734 | 49        |
| 1775 | 59        |
| 1789 | 64        |
| 1798 | 67        |

| Jahr | Einwohner |
| ---- | --------- |
| 1801 | 56        |
| 1818 | 46        |
| 1840 | 57        |
| 1864 | 37        |

| Jahr | Einwohner |
| ---- | --------- |
| 1871 | 38        |
| 1885 | 37        |
| 1892 | [0]40     |
| 1895 | 47        |

| Jahr | Einwohner |
| ---- | --------- |
| 1900 | [0]41     |
| 1905 | 35        |
| 1910 | [0]31     |
| 1925 | 35        |

Quelle wenn nicht angegeben:

## Religion
Die Evangelischen aus Klein Wanzer sind in die evangelische Kirchengemeinde Groß Wanzer (Wanzer) eingepfarrt, die früher zur Pfarrei Groß Wanzer gehörte. Die Kirchengemeinde Wanzer gehört heute zum Kirchengemeindeverband Beuster-Aland im Pfarrbereich Beuster des Kirchenkreises Stendal im Propstsprengel Stendal-Magdeburg der Evangelischen Kirche in Mitteldeutschland.
Die katholischen Christen gehören zur Pfarrei St. Anna in Stendal im Dekanat Stendal im Bistum Magdeburg.